# アンドレイ・タルコフスキー
アンドレイ・タルコフスキー（ロシア語: Андре́й Арсе́ньевич Тарко́вский, アンドレイ・アルセーニエヴィチ・タルコフスキー, 英語: Andrei Arsenyevich Tarkovsky, 1932年4月4日 - 1986年12月29日）は、ソ連の映画監督。

## 人物
「映像の詩人」と呼ばれ、叙情的とも言える自然描写、とりわけ「水」の象徴性を巧みに利用した独特の映像美で知られる。深い精神性を探求し、後期から晩年にかけて、人類の救済をテーマとした作品を制作・監督する。表現の自由を求めてソ連から亡命し、故郷に還ることなく、パリにて54歳で客死する。

## 生涯
1932年4月4日、ヴォルガ川流域のイワノヴォ地区、ユリエヴェツの近郊ザブラジェで生れる。父はウクライナの詩人として著名なアルセニー・タルコフスキー。タルコフスキーの幼少期に父は家を出て別の家庭を作ったために、主に母親に育てられる（この間の事情は、自伝的作品 『鏡』（1975年） に描かれている）。この幼少時にタルコフスキーは、作曲家になる事を夢見ていたと言われる。
赤貧のうちに育ち、芸術学校でまず音楽の勉強をしたが家にピアノが無いので練習不足で断念。次に絵の勉強を始めるが結核で一年間療養生活を送る。東洋大学のアラビア語に入学するが一年半で中退。ちょうどアメリカ文化に影響を受けた「スチリャーガ」と呼ばれた若者が現れた時期であり、タルコフスキーはその流行の先端を行くジャズと女性が好きな不良少年となった。心配した母親がシベリア地質調査隊に入隊させ、1953年から1年間をシベリアのタイガの森で過ごす。
その後、映画大学への進学を決意。父親の尽力もあって1954年に全ソ国立映画大学（現全ロシア映画大学）に入学。落ちこぼれだったタルコフスキーが名門のこの学校へ入学できたのは奇跡だったと友人達は証言している。ミハイル・ロンムのもとで映画を学んで頭角を現し、後にやはりソ連を代表する映画監督となるアンドレイ・コンチャロフスキーやその弟のニキータ・ミハルコフらと親交を結ぶ。アメリカかぶれは健在で3年生のときにヘミングウェイ原作の短編『殺人者』を製作。
タルコフスキーの世代は、スターリン体制が終わりを告げて西側の文化がソ連に急速に流れ込んできた雪解け期が青年期にぶつかっており、タルコフスキーもそうした文化に大きく感化されている。後に彼が書いた映画評論も、ジャン＝リュック・ゴダールからルイス・ブニュエル、黒澤明、ロベール・ブレッソン、アンディ・ウォホール、フェデリコ・フェリーニ、オーソン・ウェルズ、ミケランジェロ・アントニオーニ、イングマール・ベルイマンなど西側の映画への言及が多い。
卒業制作短編 の『ローラーとバイオリン』（監督）はニューヨーク国際学生映画コンクールで第一位を受賞。1962年にウラジーミル・ボゴモーロフのベストセラー小説『イワン』を原作とした『僕の村は戦場だった』に急遽代役起用され、長編映画監督としてデビューし、本作で1962年の第23回ヴェネツィア国際映画祭で金獅子賞を史上最年少（30歳）で受賞（この記録は現在でも破られていない）。企画段階では参加していなかった作品ではあるが、「水」や「夢」など、将来のタルコフスキー作品を彩るモチーフはこの時期から現れている。
将来を嘱望されたタルコフスキーは、1962年から63年末にかけてロシアの伝説的イコン画家の生涯を描いた歴史大作映画『アンドレイ・ルブリョフ』の脚本を映画大学の後輩コンチャロフスキーと共同執筆。大作ゆえの予算不足と検閲で苦しみながら1967年に完成するがソ連当局より「反愛国的」と指摘されて、国内では5年間上映されなかった。海外では高い評価を受け、1969年の第22回カンヌ国際映画祭で国際映画批評家賞受賞。ソ連では71年12月にモスクワで公開された後、地方都市でも公開されて全国で290万人を動員した。
映画監督としての力量自体はモスフィルム関係者の中でも認められており、1972年には莫大な費用を費やした『惑星ソラリス』（スタニスワフ・レム原作）を製作。SF映画の概念を一変させたと評価された（ただし、原作者のレムには作品を批判された。詳細は惑星ソラリスを参照）。第25回カンヌ国際映画祭審査員特別賞受賞。1975年に自伝的要素の強い 『鏡』を完成、難解な映像が国内で厳しく批判される。1979年にはストルガツキー兄弟との共同脚本で 『ストーカー』 を撮影。検閲を巡ってタルコフスキーと当局の確執は深くなる一方だったが、独自の映像芸術は世界中の映画評論家やファンを魅了し、国際的名声と評価は高まり続けた。決して娯楽作品とは言い難い『鏡』を輸出する際、ソ連映画の超大作『戦争と平和』(1965-1967)より金額は高く提示したのだが、それでも国際市場では買い手はついたという逸話が残っている。80年には『ストーカー』を含む全タルコフスキー作品で第25回ダヴィド・ドナテロ賞受賞。
その後、あくまで芸術家の自律性と表現の自由を求めるタルコフスキーは、ソ連を出国。イタリアにおいてフェデリコ・フェリーニの映画に脚本家として関わっていたトニーノ・グエッラを起用して『ノスタルジア』を撮影。1983年完成。第36回カンヌ国際映画祭創造大賞、国際映画批評家賞、エキュメニック賞受賞。
ロンドンでオペラの演出などをした後1984年、ソ連当局からの帰国要請を撥ね付け事実上の亡命を宣言。ただ、事前に相談を受けたコンチャロフスキーが助言したように、この頃のソ連は各種の規制緩和が進んでおり（ミハイル・ゴルバチョフ書記長のペレストロイカは1985年）、わざわざ亡命を宣言する必要は無かったと言われている。事実コンチャロフスキー、ニキータ・ミハルコフ兄弟は亡命もせずに西側で映画を撮っていたのである。ソ連当局の検閲に対するタルコフスキーの積年の嫌悪と恨みはかくも強烈だった。
その後、スウェーデンで主にイングマール・ベルイマンの映画に携わっていたスタッフのもとで、核戦争勃発を背景とした 『サクリファイス』を監督。1986年に完成。第36回カンヌ国際映画祭審査員特別大賞、国際映画批評家賞、エキュメニック賞、芸術特別貢献賞受賞。映画撮影時に、末期の肺癌が判明してそのまま病床の人となる。
他方、祖国では、新たに共産党書記長に就任したミハイル・ゴルバチョフが公式にタルコフスキーの名誉回復を宣言し、帰国を認める声明を出すが、1986年12月29日、パリにて客死。翌1987年1月5日、パリの聖アレクサンドル・ネフスキー寺院で葬儀が行われ、同じく反体制亡命音楽家で、友人の、ムスティスラフ・ロストロポーヴィチが追悼のバッハの無伴奏チェロ組曲を捧げた。

## 作品の評価
主に「世界の救済」をテーマに、夢と空中浮遊、あるいは犬や水や馬や火などを象徴的に配して独自の映像美を追求した寡黙な作品群は、難解という評価もある一方で、全世界に熱狂的なファンを持つ。現在ではソ連／ロシアを代表する映画監督であり、その冗長とも退屈とも取られる時間感覚は「ロシア的」とも評されるが、かつての同僚コンチャロフスキーは「彼はロシア文化より非常に西洋のカトリック文化の影響をうけている」という見方をしている（ただし、コンチャロフスキー自身の作風がどちらかと言えばアメリカ映画的であり、実際に1970年代後半以降はアメリカで監督として活動もしていた）。1970年代から1980年代初頭にかけて「停滞の時代」のソ連では、宗教への回帰は「作家の映画」における一特徴をなしていた。タルコフスキーの場合には、まさにこの時期にドストエフスキーに関する映画の構想をきっかけとしてロシアの宗教思想への関心を深めつつ、19世紀ロシア・インテリゲンツィアの遺産を継承しようとしていた。
タルコフスキーを考える上で、更に見落としてはならないのがエリート芸術家という自負心である。だが、その「エリート主義」は、彼が生きた時代のソ連社会における映画産業の興隆や国家的威信の象徴としてのステータス、およびソ連の映画人達自身が形成した価値観と無関係ではない。長編デビュー作でヴェネチア映画祭の最高賞を獲得したタルコフスキーは、雪解け期のソ連の映画界のみならず芸術界全体で、実際に「エリート」として認められていたが、その後の彼の構想がソ連当局が求める公式的「社会主義リアリズム」とは相いれなかったため、絶えず当局との軋轢が起きた。タルコフスキーは国営映画会社モスフィルムの映画監督であり、創作家としては特権階級であったとはいえ、その地位は決して経済的に安定した生活を保証するものではなかった。後年には、家族を養うためにアルバイト的な脚本執筆の仕事をしたり、友人達から借金をせねばならなかった実情が、彼の日記からうかがえる。
彼の創作を評価する上で忘れてはならないことは、彼が19世紀インテリゲンツィアの精神的伝統につらなるものとしての、ロシア的な芸術文化を継承していたことである。キリスト教的であり、芸術家のメシア的な役割を常に意識するその芸術文化において、タルコフスキーの芸術家としての自負心は単なるエゴイズムや虚栄心とは異なる、特殊な意味を帯びていた。ソ連時代における当局との軋轢も、芸術の役割に対する宗教的と言ってよい信念が、無神論と唯物論に基盤をおくソ連の公式的イデオロギーと真っ向から対立したということが、多分に影響していた。　

## エピソード
- 『アンドレイ・ルブリョフ』の撮影中には、どうしても必要だからと、怯えている他のスタッフを尻目に生きている牛に自ら火を放ち、『惑星ソラリス』の撮影中には、セットの一部から出火しスタジオを類焼する火災が起きたが、タルコフスキーは「芸術家は頭を下げないものだ」として関係者には決して謝罪しようとしなかったなどのエピソードも残っている。
- ソ連を出国した後も、『ノスタルジア』の撮影中には最上級ホテルのスイートルームと最上級の食事を要求し、その上で西側のプロデューサーの支払いが悪いという愚痴を日記の中に延々と書き連ねているし、「芸術が大事なんですか？お金が大事なんですか？」とプロデューサーに詰め寄ることもあったという。
- カンヌへの『ノスタルジア』の出品に際しては大賞受賞との交換条件での出品を強く運営サイドに要請。同時期に『ラルジャン』の出品で同様の要求をしていた、ロベール・ブレッソンとの板挟みになった運営サイドは、『ノスタルジア』には特設賞の創造大賞を贈ることで決着を付けた。日本で翻訳されている『タルコフスキー日記』には、先にブレッソンが大賞受賞を条件にカンヌに出品したため、タルコフスキーは条件を同じにするため運営サイドに同様の要求をしたという記述もある。また、ソ連映画の大作『戦争と平和』の監督セルゲイ・ボンダルチュクが、タルコフスキーの受賞に強く反対していたとも言われる。

## 日本との関わり
- 若い頃から俳句[6]や日本映画に深い関心を抱き、特に黒澤明はタルコフスキーのファンであり、タルコフスキーも黒澤を敬愛し、互いに親交もあった[7]溝口健二にも傾倒していた。黒澤が『デルス・ウザーラ』の撮影でソ連に来た際、タルコフスキーは敬意をもって歓待し、その後長く親交を結んだ。新しい映画を作る前には、必ず『七人の侍』と『雨月物語』を観る事にしていた、という言葉も残している。 『惑星ソラリス』制作の際には、未来都市の場面を大阪万博会場で撮影することを計画するが、当局からの許可が中々下りず、来日した際には既に万博は閉会していた。跡地を訪ねたもののイメージ通りの撮影はできず、仕方なしに東京の首都高速道路の光景を撮影して使用した。黒澤によれば、あの首都高の光景は、タルコフスキーが宿泊していたホテルから当時の黒澤の事務所までの道筋そのままだったという。黒澤も、当時の日本で「難解」という世評が支配的だったタルコフスキーを擁護して「タルコフスキーは難解ではない。彼の感性が鋭すぎるだけだ」などと書いて、タルコフスキー映画を国内に広めるのに手を貸している。
- 『惑星ソラリス』では上述の首都高で撮影されたシーンがあるほか、広島の原爆についての会話が交わされる。『サクリファイス』では、冒頭、戦争が起きた日に日本の木を「イケバナ」のようにと言いながら植える描写があるほか、主人公が自分の前世を日本人と信じており、尺八の曲をテープで流すシーン、最後に背に二つ巴が描かれた着物を着て自宅に放火するシーンなどがある。
- 日本の漫画・アニメ関連では、 漫画家の手塚治虫などもタルコフスキーのファンであり、『ストーカー』の日本公開の劇場パンフに評を書き、このタルコフスキー論も優れているという高い評価を受けている[8]。宮崎駿も『ストーカー』を絶賛しており、しかし「テレビで表装されていたのを途中からみただけ」であるが、それだけでも同作の映像に凄まじい力があると評し、同じような環境で見たビクトル・エリセの『ミツバチのささやき』と共に渋谷陽一対談で『ストーカー』を絶賛している[9]。
- 日本側では、作曲家の武満徹（1930年－1996年）がタルコフスキーの作品に傾倒していた事は有名[10]。タルコフスキーの死を悼んで、弦楽合奏曲『ノスタルジア－－アンドレイ・タルコフスキーの追憶に』を作曲し、タルコフスキーに捧げている。

## 監督作品
- 『ローラーとバイオリン』 Katok i skripka （1960年）
- 『僕の村は戦場だった』 Иваново детство （1962年）
- 『アンドレイの受難』　……　「アンドレイ・ルブリョフ」の第一編集版。当局により残酷なシーン等の削除が要求されてタルコフスキー自身が再編集した最終版が、「アンドレイ・ルブリョフ」である。
- 『アンドレイ・ルブリョフ』 Андрей Рублёв （1966年）
- 『惑星ソラリス』 Солярис （1972年）
- 『鏡』 Зеркало （1975年）
- 『ストーカー』 Сталкер （1979年）
- 『Tempo di viaggio 』 (1983年) - ドキュメンタリー作品。トニーノ・グエッラと共同脚本・共同監督。
- 『ノスタルジア』 Nostalghia （1983年）
- 『サクリファイス』 Offret （1986年）

この他、1983年にモデスト・ムソルグスキーの歌劇『ボリス・ゴドゥノフ』の舞台演出を手がけており、没後1990年のヴァレリー・ゲルギエフ指揮 キーロフ歌劇場管弦楽団による上演が映像で残されている。上演時間は約220分で、タルコフスキーが関わった作品では最も長い。

## 関連文献
タルコフスキーの著作
- アンドレイ・タルコフスキー（鴻英良訳）『映像のポエジア : 刻印された時間』 （キネマ旬報社, 1988）ISBN 4-87376-030-5
  - 新版『映像のポエジア』（ちくま学芸文庫, 2022）
- アンドレイ・タルコフスキー（鴻英良・佐々洋子訳）『タルコフスキー日記 : 殉教録』（キネマ旬報社、1991）
- アンドレイ・タルコフスキー（武村知子訳）『タルコフスキー日記 : 殉教録 2』（キネマ旬報社 1993）ISBN 4-87376-049-6
- アンドレイ・タルコフスキー（鴻英良訳）『サクリファイス』（河出書房新社 1987）ISBN 4-309-20093-1
- アンドレイ・タルコフスキイ（扇千恵訳）『タルコフスキイの映画術』（水声社 2008）

研究文献
- Bird, Robert. Andrei Tarkovsky: Elements of Cinema. London: Reaktion, 2008.
- Chion, Michel. Andreï Tarkovski. Paris: Cahiers du cinéma, 2007.
- Green, Peter. Andrei Tarkovsky: The Winding Quest. London: Macmillan, 1993.
  - ピーター・グリーン『アンドレイ・タルコフスキー: 映像の探究』（永田靖訳、国文社 1994）
- Le Fanu, Mark. The Cinema of Andrei Tarkovsky. London: British Film Institute, 1987.
- Skakov, Nariman. The Cinema of Tarkovsky: Labyrinths of Space and Time. London: I. B. Tauris, 2012.
- Turovskaya, Maya. Tarkovsky: Cinema as Poetry. tr. by Natasha Ward. ed. by Ian Christie. London and Boston: Faber and Faber, 1989.

- ミシェル・エスティーヴ編、『タルコフスキー』（鈴村靖爾訳、国文社 1991）
- アネッタ・ミハイロヴナ・サンドレル編『タルコフスキーの世界』 （キネマ旬報社 1995）
- 『タルコフスキー、好きツ!』（ダゲレオ出版 1987）
- 落合東朗『タルコフスキーとルブリョフ』 （論創社 1994）
- 馬場朝子編『タルコフスキー: 若き日、亡命、そして死』 （青土社 1997）ISBN 4-7917-5559-6
- 馬場広信『タルコフスキー映画――永遠への郷愁』（2002・みすず書房）
- 西周成『タルコフスキーとその時代――秘められた人生の真実』（2011・アルトアーツ）ISBN 978-4-434-15489-8
- 亀井克朗『〈死〉への/からの転回としての映画 : アンドレイ・タルコフスキーの後期作品を中心に』（致良出版社 2011）
- 忍澤勉『終わりなきタルコフスキー』 （寿郎社 2022）

- アンドレイ・タルコフスキー映画祭 - 2003年の生誕70周年記念上映の公式サイト